# Les Épées de verre

Les Épées de verre est une série de bande dessinée française du genre médiéval-fantastique écrite par Sylviane Corgiat et dessinée par Laura Zuccheri. Éditée par Les Humanoïdes Associés, la série est prévue en 4 tomes ; le premier paraît en août 2009 et le dernier en novembre 2014. 

## Synopsis
La jeune Yama voit son destin bouleversé lorsqu'une étrange épée de verre tombe du ciel. 
Contrainte de fuir son village et ceux qu’elle aime après une attaque de pillards, elle sera recueillie par Miklos, un ancien guerrier qui lui apprendra à se battre pour pouvoir un jour assouvir sa terrible vengeance.

## Personnages
- Yama, héroïne du premier tome éponyme de la série, Yama est la fille du chef Achard qu’elle voit mourir sous ses yeux. Recueillie par Miklos, elle apprend à se battre pour venger son père. Douée d’une faculté unique – elle seule a pu toucher l’épée de verre tombée du ciel alors qu’elle était enfant -, elle est l’un des quatre élus choisis pour réunir les quatre épées de verre dispersées sur la planète et ouvrir une porte sur un autre monde.
- Arc-en-ciel, mère aimante de Yama et épouse d’Achard, Arc-en-Ciel est livrée par les villageois sous les yeux de sa fille au bandit Orland. Elle disparaît à jamais de la vie de Yama qui se jure de la venger, ignorant en réalité ce qu’elle est devenue.
- Achard, père de Yama et chef du village, il essaie d’entraîner les villageois à sa suite pour se révolter contre l’écrasante tyrannie qu’exerce Orland sur la région. Il est assassiné par les villageois lorsqu’il refuse de livrer sa femme Arc-en-Ciel à Orland comme celui-ci l’exige.
- Orland, chef d’une bande de mercenaires et de déserteurs, Orland fait régner la terreur sur les villages alentour qu’il vient régulièrement piller. Il enlève la mère de Yama le jour où l’épée de verre tombe près du village, mais échoue à s’approprier cette étrange épée qui vitrifie ceux de ses hommes qui tentent de s’en emparer.
- Miklos, vivant reclus dans la forêt pour fuir un passé douloureux, Miklos recueille Yama après qu’elle a fui son village. Il lui apprend à se battre, ayant reconnu en elle une des élus capables de réunir les quatre épées de verre dont il connaît l’existence et dont il présume qu’elles pourraient aussi intéresser Orland de très près.

## Publication

### Albums
1. Yama (2009)
2. Ilango (2011)
3. Tigran (2013)
4. Dolmon (2014)

### Éditeurs
- Les Humanoïdes Associés : tomes 1 à 4 (première édition des tomes 1 à 4)